# Joseph Fahrbach
Joseph Fahrbach, född 25 augusti 1804 i Wien, död där 6 juni 1883, var en österrikisk kompositör. Han var bror till Philipp och Anton Fahrbach.
Fahrbach var flöjt- och gitarrvirtuos samt skrev många flöjtkonserter. 